# Miles Dempsey
Miles Dempsey   (Wallasey i New Brighton, 15 de desembre de 1896 - Berkshire, 5 de juny de 1969) General Sir Miles Christopher Dempsey GBE KCB DSO MC, va ser un militar britànic durant la Segona Guerra Mundial. Va ser el comandant del Segon Exèrcit britànic durant el Desembarcament de Normandia.

## Biografia
Miles Christopher Dempsey va néixer a New Brighton, Wallasey, Cheshire, el 15 de desembre de 1896, el tercer i més jove fill d'Arthur Francis, un corredor d'assegurances marítimes, i la seva esposa Margaret Maud De La Fosse, filla del general de divisió Henry De La Fosse. Dempsey era descendent d'un clan del comtat d'Offaly i del comtat de Laois a Irlanda. El seu avantpassat Terence O'Dempsey havia estat nomenat cavaller al camp de batalla per Robert Devereux, segon comte d'Essex, el 22 de maig de 1599, i va ser nomenat vescomte de Clanmalier el 1631. Maximilian O'Dempsey, tercer vescomte de Clanmalier, va ser lleial al rei catòlic Jaume II i, com a resultat, va ser condemnat a mort, i la família va perdre totes les seves terres el 1691. La branca familiar de Dempsey va abandonar Irlanda i a mitjans del segle XIX s'havia establert a Cheshire.
El 1948 es casà amb Viola, la filla menor del Capità Percy O'Reilly de Colamber, Comtat de Westmeath, Irlanda. Dempsey va ser educat a la Shrewsbury School i a la Reial Acadèmia Militar de Sandhurst.
Quan Dempsey tenia sis anys, el seu pare es va suïcidar, després de la qual cosa la família es va traslladar a Crawley, a Sussex. Dempsey va estudiar a l'escola de Shrewsbury, on va entrar el 1911. Va ser capità del primer equip de criquet de l'onze inicial la temporada de 1914, quan no van perdre cap partit. Va ser monitor de l'escola i de la casa, i va jugar al segon equip de futbol de l'onze inicial. Va assistir al campament del Cos d'Entrenament d'Oficials a Rugeley, arribant al rang de sergent el 1914. La Gran Guerra va esclatar a l'agost d'aquell any, i a l'octubre va deixar Shrewsbury per ingressar al Royal Military College de Sandhurst, als 17 anys. Es va graduar el febrer de 1915 i va ser nomenat sotstinent del Royal Berkshire Regiment.

### I Guerra Mundial i Període d'entreguerres
Ascendit a tinent a l'agost, Dempsey va assistir a cursos d'entrenament fins que va arribar als 19 anys i va ser elegible per anar a l'estranger. Va servir al front occidental amb el 1r Batalló, Royal Berkshires, des del juny de 1916. El batalló formava part de la 99a Brigada de la 2a Divisió. Dempsey, que servia com a comandant de secció a la Companyia D, va participar en acció per primera vegada durant la batalla del bosc de Delville a finals de juliol de 1916, part de l'ofensiva més gran del Somme. Tot i que va tenir èxit, el batalló va patir moltes baixes, inclosos vuit oficials. Va ser rellevat a la línia i va veure pocs combats més aquell any. Dempsey va ser ascendit al rang interí de capità i va assumir el comandament de la Companyia D, i més tard de la Companyia B. Al novembre, el batalló va participar en un assalt a la trinxera de Munic, prop del riu Serre. Com al bosc de Delville a principis d'any, l'assalt va tenir èxit però amb moltes pèrdues, tot i que Dempsey va tornar a sortir il·lès i aviat va tornar a Anglaterra per permís de casa. El 8 de febrer de 1917 va esdevenir ajudant del batalló.
Després dels atacs prop de Miraumont i després d'Oppy a l'abril, el batalló, amb una forta manca d'efectius, va romandre en un sector tranquil del front durant la major part de l'any i es va fusionar temporalment amb el 23è Batalló (de Servei), Royal Fusiliers . Dempsey va ser destinat com a oficial d'estat major al quarter general del II Cos (HQ), abans de tornar al 1r Royal Berkshires, aquesta vegada al comandament de la Companyia A. A finals de novembre, el batalló va atacar el bosc de Bourlon com a part de la batalla de Cambrai.
El 12 de març de 1918, mentre els alemanys es preparaven per llançar la seva ofensiva de primavera, van llançar una forta barrera de gas mostassa sobre el batalló de Dempsey, que ara es trobava a Lavacquerie amb Dempsey comandant la Companyia D. Dempsey, juntament amb 10 oficials més i 250 soldats més, va ser gasejat i posteriorment evacuat a Anglaterra, on li van extirpar un pulmó. Va tornar al batalló el 6 de juliol, on, amb el rumb de la guerra canviant, el 1r Royal Berkshires va participar en l'ofensiva dels Cent Dies fins que la guerra va acabar amb l'armistici de l'11 de novembre de 1918. Dempsey va servir com a ajudant de nou del 5 d'octubre al 4 de novembre. Dempsey va ser esmentat en despatxos el 8 de novembre de 1918, i va ser guardonat amb la Creu Militar, que va ser publicada a la llista d'Honors d'Aniversari del Rei el 3 de juny de 1919.
Serví al Front Occidental durant la I Guerra Mundial a França i Bèlgica, sent ferit i rebent la Creu Militar per valentia i una menció als despatxos
Després de la guerra seguí al seu regiment, i entre 1918 i 1921 va estar destinat a Mesopotàmia, per tornar al Regne Unit i assistir a l'Acadèmia d'Estat Major. El 39 d'agost de 1923 va ser nomenat Oficial de Companyia de Cadets a l'Acadèmia de Sandhurst, i entre 1932 i 1934 exercí com a capità d'Estat Major a l'Oficina de Guerra de Londres.
El 1934 va ser destinat com a Major de brigada a la 5a Brigada d'Infanteria, i entre 1936-37 tornà al seu antic Reial Regiment de Berkhire per comandat el 1r batalló. Entre maig de 1937 i gener de 1938 va servir com a Oficial de 2n Grau a l'Estat Major General de les Forces de Defensa a Sud-àfrica.
Després que acabés la guerra, el 1st Royal Berkshires va servir a l'ocupació aliada de Renània. El 16 de febrer de 1919, Dempsey va tornar al Regne Unit amb permís. Durant l'estiu va jugar dos partits de criquet de primera classe per a Sussex contra la Universitat d'Oxford i Northamptonshire.

### Segona Guerra Mundial
A l'inici de la Segona Guerra Mundial, Dempsey havia assolit el rang de Tinent coronel i comandava la 13a Brigada d'Infanteria del Cos Expedicionari Britànic a França. Igual que la resta d'unitats aliades, la seva brigada va haver de retrocedir fins a Dunkerque, on formà part de la rereguarda per a l'evacuació. Per la seva tasca durant l'evacuació, Dempsey va rebre l'Orde del Servei Distingit.

Dempsey (dreta) amb el comandant del 21è Grup d'Exèrcits Bernard Montgomery (centre) i el comandant del 1r Exèrcit americà Omar Bradley (esquerra), el 10 de juny de 1944.

El 19 de juliol de 1940 va ser destinat a l'Estat Major General del VII Cos, que seria reformat com a I Cos Canadenc. Al juny de 1941 passaria a comandar la 46a Divisió d'Infanteria (North Midland and West Riding); i a l'octubre seria destinat a la 42a Divisió d'Infanteria (East Lancashire), que un mes després seria reformada i redesignada com a 42a Divisió Blindada.
El desembre del 1942 va ser promogut a tinent general, comandant el XIII Cos dins de l'estructura del 8è Exèrcit, durant la Campanya del nord d'Àfrica. A continuació col·laborà en la planificació de la invasió de Sicília, comandant l'assalt sobre Sicília al juliol de 1943. Posteriorment, Dempsey també participaria en la invasió d'Itàlia a través de l'Estret de Messina, a on les seves tropes avançarien uns 500 km al nord abans d'enllaçar amb les tropes americanes desembarcades al golf de Salern.

Al nord d'Àfrica, Sicília i Itàlia, Dempsey adquirí reputació per la seva mestria en les operacions combinades. Això va fer que Bernard Montgomery, el seu cap al nord d'Àfrica i a Sicília, el triés per comandar el Segon Exèrcit el gener de 1944. El Segon Exèrcit era la principal força britànica (tot i que també incloïa tropes canadenques i poloneses) que participaria en el Desembarcament de Normandia, aconseguint notables èxits a les platges Gold, Juno i Sword.

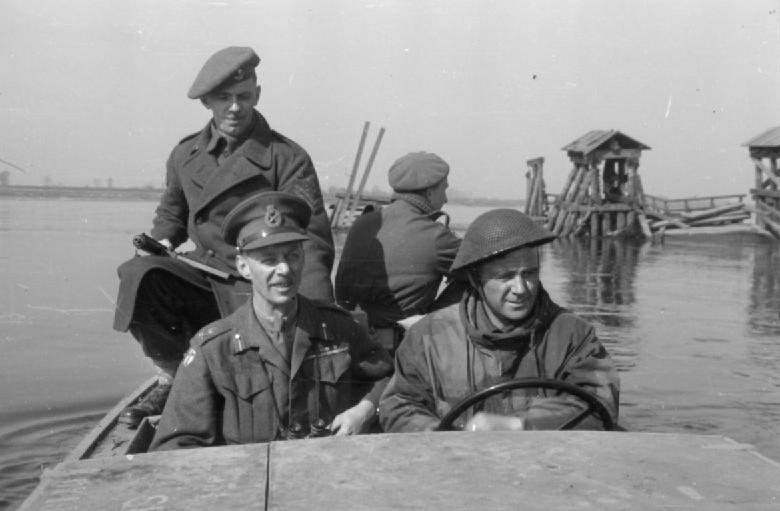
El General Dempsey travessa el Rin en un petit bot, març de 1945

Els assalts de les platges van ser seguits per una difícil batalla durant la qual les tropes anglo-canadenques van haver d'enfrontar-se a una decidida defensa alemanya, estavellant-se principalment a Caen. El Segon Exèrcit aconseguí realitzar un avanç ràpid pel nord de França, dirigint-se cap a Bèlgica, alliberant Brussel·les i Anvers al setembre de 1944. Després del desgast ocasionat al XXX Cos durant l'Operació Horta, el 2n Exèrcit passaria la resta de 1944 explotant el sortent creat a les línies alemanyes entre els rius Mosa i Rin als Països Baixos. A mitjans de gener de 1945, els Cossos XII i VIII van llançar l'Operació Blackcock, preparant el salt final sobre el Rin. El riu finalment va ser travessat el 23 de març de 1945 i, al maig, els homes de Dempsey van capturar les ciutats de Bremen, Hamburg i Kiel.
Miles Dempsey va ser considerat un oficial altament competent. Va tenir un control molt efectiu sobre el II Exèrcit sense haver d'ocupar els titulars dels diaris. El 9 d'agost de 1945 va ser nomenat Comandant en Cap del XIV Exèrcit a Singapur i Malàisia.

### Postguerra
El 1946, Dempsey va ser nomenat Comandant en Cap a l'Orient Mitjà, i entre 1946 i 1947 ocupà el càrrec de Aide-de-Camp General del Rei. Finalment es retirà de l'Exèrcit Britànic al juliol de 1947, ocupant diversos càrrecs honorífics, així com diversos càrrecs directius a l'empresa privada.
Miles Dempsey va morir a Yattendon, Berkshire el 1969, amb 72 anys.

## Carrera

### Dates de promoció
- Tinent de 2a - 17/02/1915 [9391]
- Tinent - 08/08/1915
- Capità - 20/05/1921 (en funcions - 28/07/1916-22/08/1916; 30/11/1916-08/02/1917; 20/07/1917-15/07/1918; 24/07/1918-19/05/1921)
- Major - 22/09/1932
- Tinent Coronel - 11/02/1938
- Coronel - 11/08/1941, antiguitat 11/02/1941
- Brigadier - 20/11/1939-19/05/1940
- Major General - 15/06/1942-11/12/1943 (nomenament definitiu 27/04/1944)
- Tinent General – 02/01/1945 (en funcions - 12/12/1942-01/01/1945)
- General – 14/10/1946 (retirat el 22/08/1947) (en funcions - 28/06/1946-13/10/1946)

### Condecoracions
- Gran Creu de l'Orde Britànic – 2/1/1956

-  Cavaller Comandant de l'Orde Britànic – 5/7/1945 (Nord-oest d'Europa)

- Comandant de l'Orde del Bany – 26/6/1944 (Normandia)

- Company de l'Orde del Bany – 14/10/1943 (Sicília)

- Orde del Servei Distingit – 11/7/1940
- Creu Militar – 3/6/1919
- 4 Mencions als Despatxos – 28/12/1918, 26/07/1940, 09/08/1945, 04/04/1946
- Estrella de 1914-15
- Medalla Britànica de la Guerra 1914-20
- Medalla de la Victòria 1914-1918
- Medalla del Servei General amb barra "Nord-oest de Pèrsia"
- Estrella de 1939-45
- Estrella d'Àfrica
- Estrella d'Itàlia
- Estrella de França i Alemanya
- Medalla de la Guerra 1939-1945
- Medalla del Servei Distingit a l'Exèrcit (Estats Units) – 16/1/1948
- Comandant de la Legió del Mèrit (Estats Units) – 12/4/1945
- Gran Oficial de l'Orde de Leopold amb Palma (Bèlgica) – 16/1/1948
- Creu de Guerra 1940 amb Palma (Bèlgica) – 16/1/1948
- Gran Oficial de l'Orde d'Orange-Nassau amb Espases (Països Baixos) – 20/1/1947